# Eduard Wiiralt
 (novembre 2020).
Si vous disposez d'ouvrages ou d'articles de référence ou si vous connaissez des sites web de qualité traitant du thème abordé ici, merci de compléter l'article en donnant les références utiles à sa vérifiabilité et en les liant à la section « Notes et références ».
Eduard Wiiralt (ou Viiralt) est un peintre et graveur estonien né le 20 mars 1898 à Tsarskoïe Selo, district de Saint-Pétersbourg, et mort le 8 janvier 1954 à Paris.

## Biographie
Les parents de Eduard Wiiralt travaillaient comme domestiques dans un domaine seigneurial. En 1909, ils s'installèrent dans le district de Järvamaa. La famille souhaitait que le fils devienne peintre, c'est pourquoi en 1915 elle l'envoya à l'école d'industrie artistique de Tallinn. Mais du fait de la révolution et de l'occupation allemande, Eduard ne termina pas ses études dans cette ville mais à l'école des Beaux-Arts de Tartu. Il étudie d'abord la sculpture sous la direction d'Anton Starkopf (en). Mais son intérêt pour les arts graphiques finit par devenir prépondérant.
De 1922 à 1923, il se perfectionne en sculpture à Dresde chez le professeur Selmar Werner (de) et fait un stage dans un atelier de chalcographie. Au printemps 1924, il termine la classe de gravure et de sculpture de l'école Pallas. L'année suivante, il dirige l'atelier de gravure de cette même école. En mai 1925, il reçoit une bourse et effectue un stage d'un an à Paris. Du 21 juin 1938 au 17 février 1939, il séjourne au Maroc à Marrakech.
Durant la Seconde Guerre mondiale, il retourne en Estonie. Après le bombardement de Tallinn en mars 1944, Wiiralt prend comme prétexte sa prochaine exposition à la Maison des artistes de Vienne pour quitter le pays. Le musée Albertina a acheté quelques œuvres de l’artiste qui, début 1945, fuit la guerre à travers l’Allemagne sous les bombardements. En mai 1945 en Suède, il séjourne plusieurs mois dans un camp de réfugiés. En 1946, il part à Paris. Eduard Wiiralt meurt d’un cancer à l'âge de 55 ans à Paris. Il est inhumé au cimetière du Père-Lachaise (88e division) le 12 janvier 1954.

## Œuvre

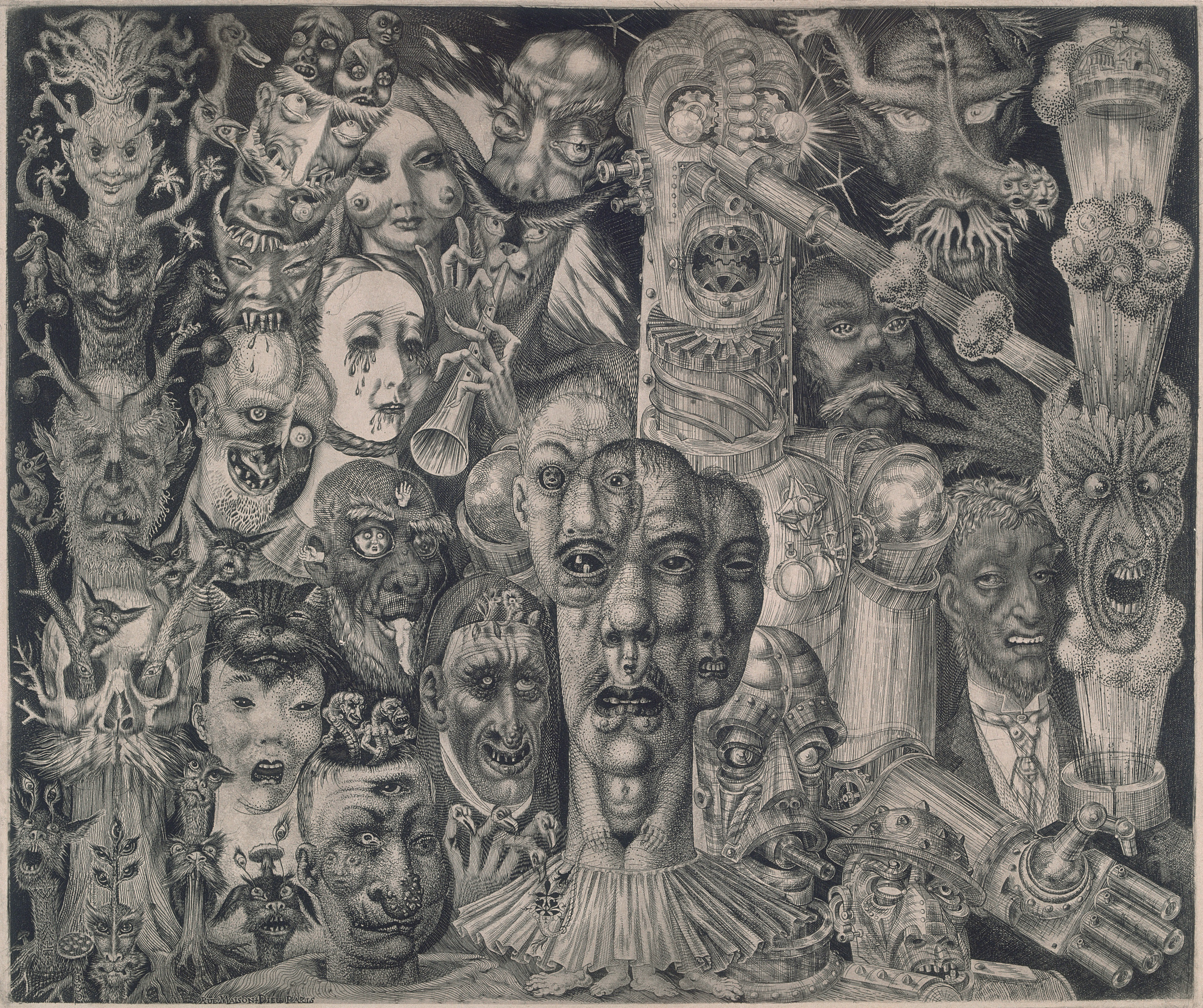
Põrgu (1932).

En 1920, il compose un album de gravures sur linoléum d'une facture typiquement expressionniste. Il apprend la gravure en creux. À Dresde, il découvre également la lithographie et exécute plusieurs œuvres ayant pour sujet des animaux exotiques.
En automne 1923, il se consacre à l'illustration de livres. Ses dessins à l'encre de Chine des années 1923-1926 sont pour la plupart exécutés dans une technique toute en traits parallèles, qui leur donne une cohésion et permet de faire surgir des visions surprenantes. Les illustrations de Wiiralt constituent des œuvres autonomes. Il recherche dans les textes les épisodes dramatiques les plus frappants, les points culminants, en privilégiant les visions fantastiques et extravagantes, et décèle le grotesque même là où l'auteur ne le voit pas, comme dans les illustrations qu'il réalise pour le catéchisme d'Eduard Tennmann (de) (1924-1925). De 1923 à 1925 Wiiralt illustre Les Récits de Võrumaa de Juhan Jaik (de), Les Contes de Jakob Kõrv (de) (1925), le recueil d’essais Eesti. Maa. Rahvas. Kultuur (1926), les œuvres d’Alexandre Pouchkine (1928).
À la fin des années vingt, il réalise l'eau forte Dames en haut de forme (1927). Entre 1927 et 1929, il réalise des illustrations pour les Éditions du Trianon (François Mauriac, Supplément au traité de la concupiscence de Bossuet, etc.).
Parmi les travaux qu'il réalise au début des années trente, la plus connue est sa gravure L’Enfer où têtes monstrueuses, personnages surréalistes et situations grotesques se côtoient. Il dessine aussi les portraits, et notamment les portraits fantastiques, où il donne libre cours à son imagination en représentant d'une façon grotesque les faiblesses et les vices humains. Les gravures et dessins qu'il exécute au Maroc, de juillet 1938 à février 1939, occupent dans son œuvre une place à part. Au cours de son voyage, il réalise une série de portraits de Berbères et d'Arabes, montrant le naturel et la beauté primitive de ces enfants du désert. Plus tard, à Paris comme en Estonie, il exécutera d'autres dessins et gravures inspirés par ses souvenirs du Maroc, par ex. Le jeune garçon arabe (1940) et Une fille berbère avec le chameau (1940)[réf. nécessaire].
La première œuvre réalisée par Wiiralt après son retour en Estonie est le portrait du graveur et dessinateur Kristjan Raud (1939), hommage rendu à un éminent confrère. Plusieurs de ses gravures expriment son angoisse face au destin de son pays entraîné dans le tourbillon de la guerre. Le puissant chêne éprouvé par la tempête, représenté dans Paysage de Viljandi (1943), pourrait être considéré comme un symbole de l'Estonie[réf. nécessaire].
Une série de petites gravures datant des années 1948-1949 retient particulièrement l'attention. On y constate un retour au genre du portrait fantastique. Des gravures telles que Le dictateur II (1949) montrent la sensibilité de Wiiralt aux problèmes socio-politiques. Les deux gravures intitulées Poète s'adressant aux pierres (1948) ont pour thème le rôle de missionnaire du créateur et sont caractérisées par une note de scepticisme amer. De nombreuses œuvres de cette époque sont consacrées aux rapports entre l'artiste, la nature et les animaux. L'une des plus émouvantes est Solitude (1950-1952)[réf. nécessaire].
Les critiques apprécient hautement sa maîtrise technique, la diversité de son talent et sa vision du monde très personnelle. Eduard Wiiralt est le plus connu et le plus apprécié des graveurs estoniens jusqu’à présent. Son œuvre et son travail ont fondé, en Estonie, une forte tradition de pratique et de passion pour l’estampe[réf. nécessaire].

## Expositions
Dans les années trente, sa renommée grandit rapidement. Il participe à des expositions internationales et ses œuvres sont présentées dans le cadre des expositions d'art estonien qui se tiennent à l'étranger. Des expositions individuelles de ses œuvres ont lieu à Paris (1927, 1928), à Strasbourg (1932, 1939), à Moscou (1935), à Amsterdam (1935, 1939), à New York (1936), à Johannesburg (1939), etc. En 1937, il obtient une médaille d'or à l'exposition organisée par la Société des arts plastiques de Vienne. En Estonie, il acquiert la notoriété grâce à une exposition rétrospective organisée à Tallinn en 1936, puis montrée à Helsinki en 1937.

## Mémoire
Pour le centième anniversaire de la disparition du peintre, Mai Levin a fait paraître un album sur ce peintre où l'on trouve un grand choix de reproductions avec les articles en français, anglais, allemand et russe.
En novembre 2010, une plaque commémorative a été installée à Marrakech sur la maison où résidait Eduard Wiiralt, avec le texte en estonien, français et arabe.
En 1997, deux étrangers d'origine estonienne, amateurs d'art, Harry Männil et Henry Radevall, en collaboration avec la mairie de Tallinn et le musée des Beaux-Arts, ont fondé le prix Wiiralt pour les graveurs qui suivent le mieux possible les traditions de la gravure estonienne et qui participent aux expositions organisées pour l'anniversaire du peintre. Depuis 2004, le ministère de la Culture et Kultuurkapital donnent une bourse en l'honneur de Wiiralt.Cette bourse, d'un montant d'environ 1 000 euros, est attribuée aux étudiants ou aux jeunes peintres pour qu'ils puissent faire des stages à l'étranger. À Tartu et à Tallinn, il existe des rues du nom de Wiiralt. Certains tableaux de ce célèbre graveur sont exposés au Kumu.